# Ctéato
En la mitología griega, Ctéato (Κτέατος) era un general eleo que, junto con su gemelo Éurito, era llamado moliónida, en honor a su madre Molíone.
Los dos hermanos, hijos de Áctor o de Poseidón, habían nacido de un huevo de plata que había puesto Molíone. Estaban unidos por la cintura, o según otra versión, eran seres independientes uno del otro pero de prodigiosa fuerza.
Los moliónidas participaron en grandes hazañas como la caza del jabalí de Calidón, la guerra contra Néstor de Pilos o la defensa de Élide frente al ejército reclutado por Heracles, humillado por el rey Augías. Fue precisamente esta acción lo que provocó la caída de Ctéato y su hermano, pues el héroe, que fue derrotado en el campo de batalla, les preparó una emboscada mientras se celebraban los sacrificios de los juegos Ístmicos en Cleonas donde les mató.
Su madre en persona se encargó de esclarecer el crimen, y cuando supo quién había matado a sus hijos, clamó venganza contra Argos, la principal aliada de Heracles, pero por diplomacia entre ambos pueblos, la muerte de los moliónidas no fue castigada.
De su matrimonio con Terónice, hija del rey Dexámeno, tuvo Ctéato un hijo que se llamó Anfímaco, y que participaría en la guerra de Troya al mando de los eleos.